# Porte-monnaie

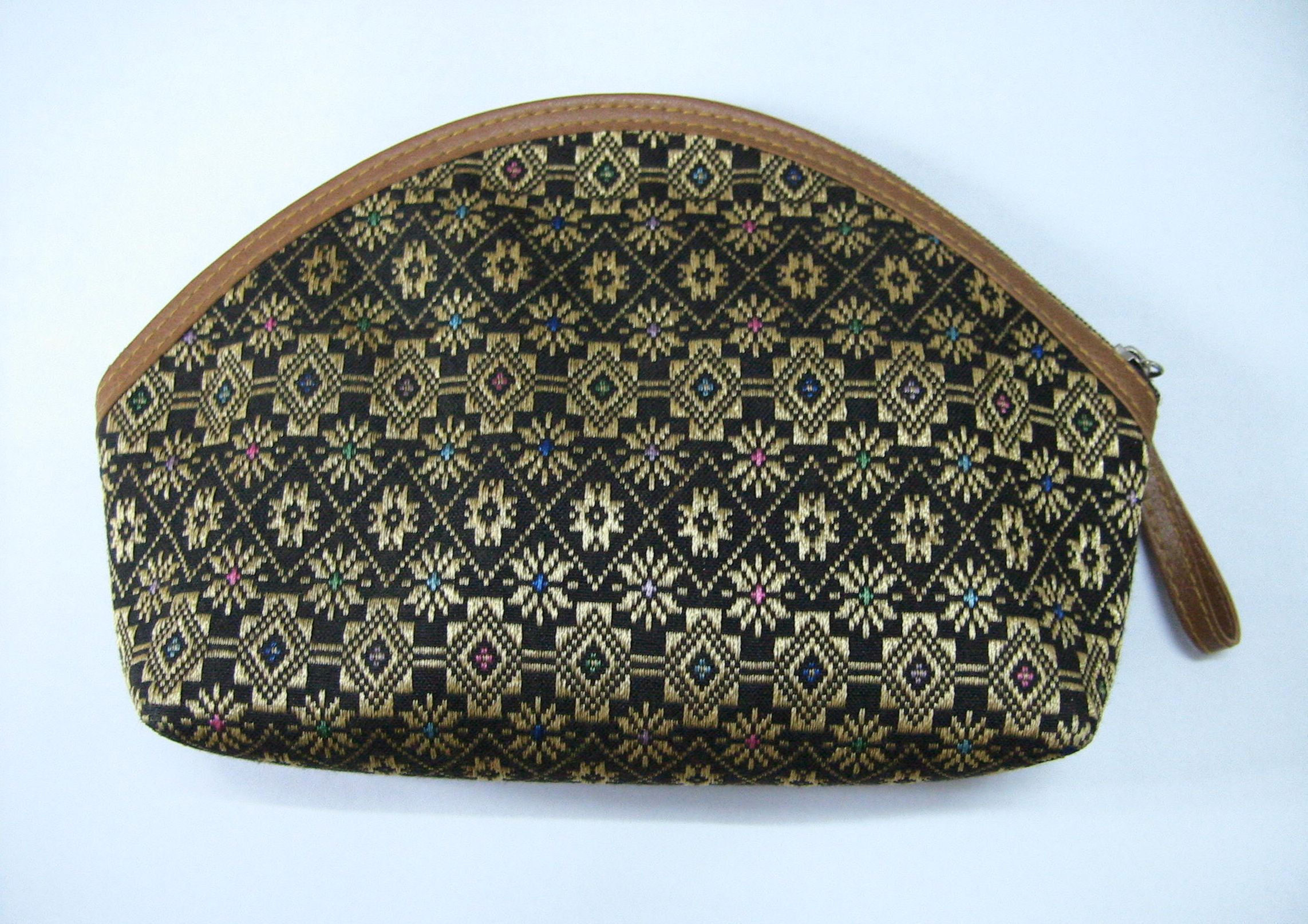
Portemonnaie en brocart.

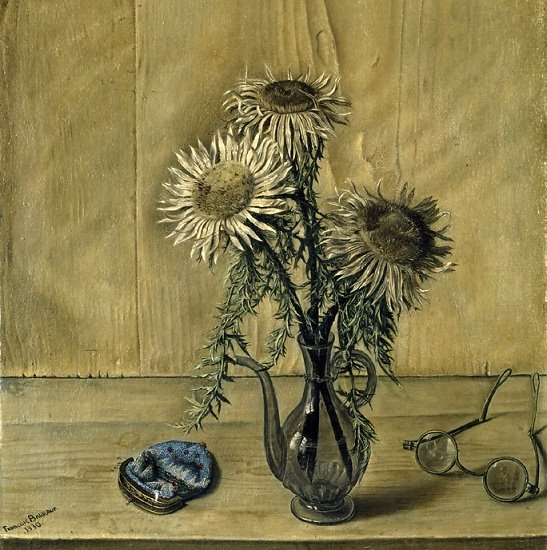
François Barraud, Chardons à la bourse bleue, 1930.

Un portemonnaie, ou porte-monnaie, est un accessoire utilisé pour ranger ses pièces de monnaie.

## Histoire
Dans le Dictionnaire de l'Académie française, le mot fait son apparition à partir de l'édition de 1878 : « PORTE-MONNAIE. s. m. Petit sac de cuir et à fermoir qui tient lieu de bourse. ». 

## Distinction porte-monnaie/portefeuille
Aujourd'hui cet accessoire se présente sous différentes formes, et parfois avec des fonctionnalités supplémentaires (fentes pour ranger une carte d'identité ou carte bancaire, etc.).
Si l'accessoire permet de ranger principalement d'autres éléments que les pièces de monnaie, comme les pièces d'identités, permis, billets, etc., on parle de portefeuille (qui existe avec ou sans compartiment destiné aux pièces de monnaie).